# Bobbing (Kent)
Bobbing ist ein Dorf und eine Gemeinde (Civil Parish) im Verwaltungsbezirk Borough of Swale in der Grafschaft Kent in England. Die 1.969 Einwohner (Census 2011) zählende Ortschaft liegt in unmittelbarer Nachbarschaft von Sittingbourne.

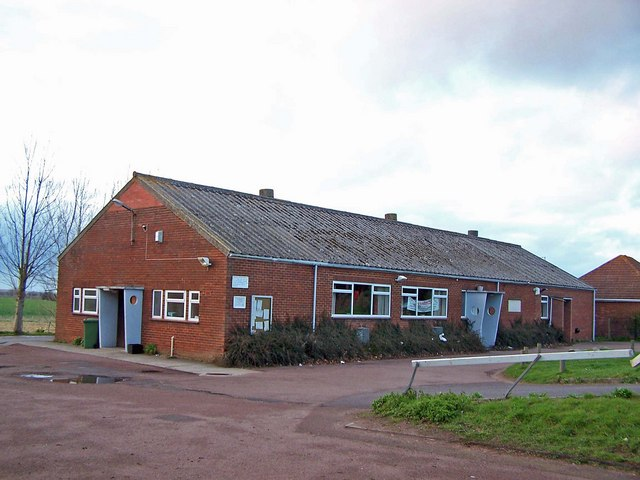
Gemeinschaftshaus

Die Kirche St Bartholomew geht in ihren Ursprüngen wahrscheinlich auf das 12. Jahrhundert zurück. Die ältesten noch heute sichtbaren Bauteile sind vermutlich in der Zeit von 1234 bis 1250 entstanden. Einige Teile der Kirchenfenster werden auf das 14. Jahrhundert datiert. Auf einem Anfang des 19. Jahrhunderts entstandenen Bild wird die Kirche mit einem hohen, spitzen Kirchturm dargestellt.